# Hydrocanthus fasciatus
Hydrocanthus fasciatus là một loài bọ cánh cứng trong họ Noteridae. Loài này được Steinheil miêu tả khoa học đầu tiên năm 1869.